# Talang Betutu
Talang Betutu is een bestuurslaag in het regentschap Palembang van de provincie Zuid-Sumatra, Indonesië. Talang Betutu telt 13.290 inwoners (volkstelling 2010).